# Galerie Luise

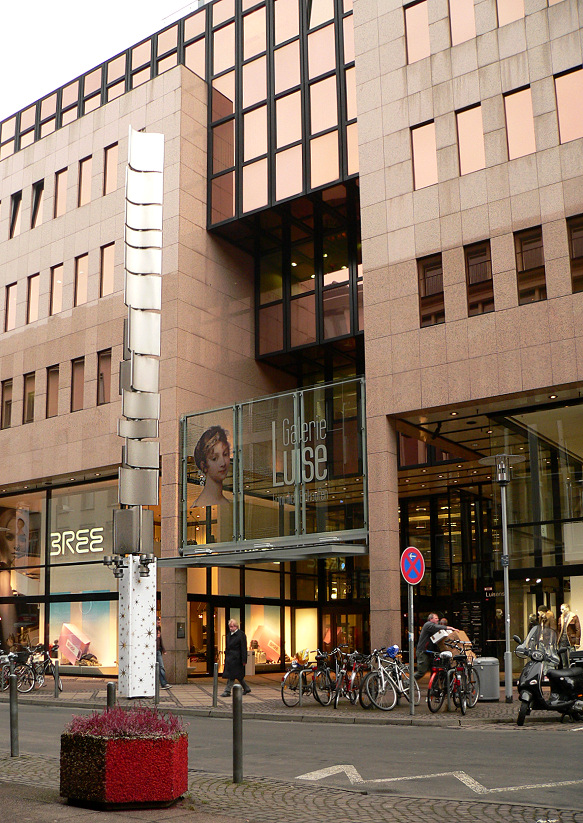
Eingang von der Luisenstraße

Die Galerie Luise ist eine exklusive Einkaufspassage in Hannover im Stadtteil Mitte. Sie wurde 1987 eröffnet und liegt im engeren Innenstadtbereich, zwischen Hauptbahnhof und Opernhaus, etwa 200 m vom Kröpcke entfernt. Sie ist eine Station auf dem Stadtrundgang Roter Faden. Die Galerie ist nach der in Hannover geborenen Königin Luise von Preußen benannt.

## Architektur
Die Einkaufspassage, die glasüberdacht als Durchgang über den Innenhof eines größeren Gebäudeblocks führt, verbindet auf diese Weise die Theaterstraße und die Luisenstraße. Die Passage erstreckt sich über drei Flügel auf einer Länge von 155 m. Im Inneren ist sie 12 m hoch. Im Zentrum befindet sich eine gläserne Rotunde. Beim Großumbau 2021–2024 wird ein Galeriegeschoss eingebaut.
Die Galerie Luise hat insgesamt ca. 15.000 m² Bruttogrundfläche und eine Tiefgarage.

## Geschäftsleben

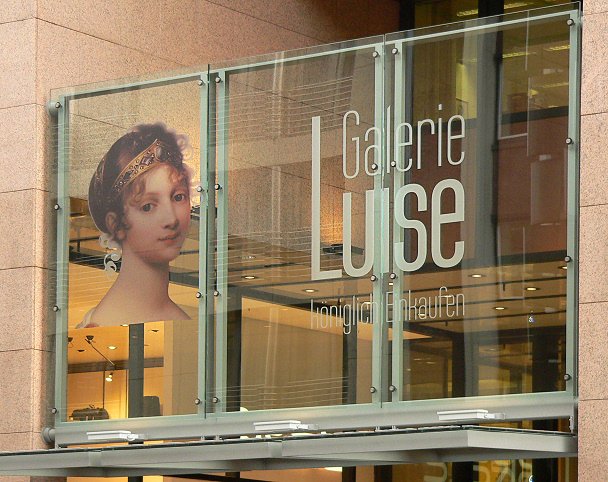
Schild am Eingang Luisenstraße

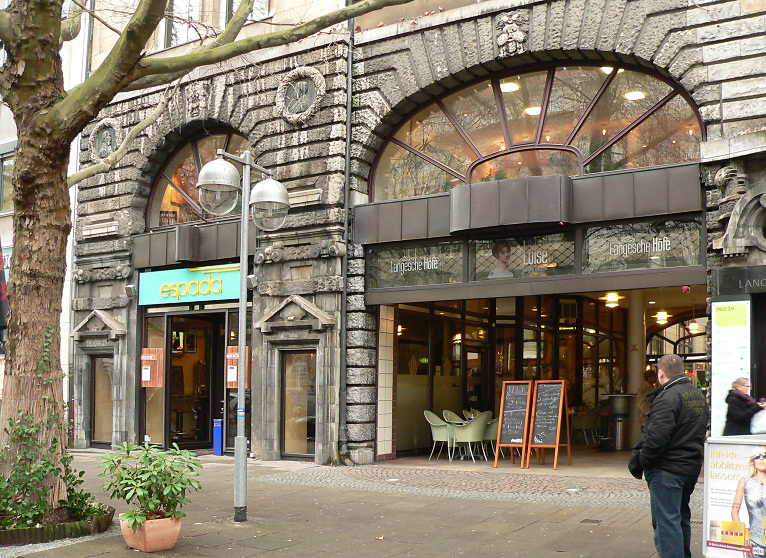
Eingang von der Theaterstraße im Kaufmannshaus mit prachtvoller Fassade

Die Geschäfte der Galerie Luise können als exklusiv bezeichnet werden. Auf einer Einkaufsfläche von 4900 m² finden sich etwa 35 Läden. Es gibt internationale Boutiquen für Herren- und Damenmode, Schuhmode und einige Gastronomien. In dem Gebäudekomplex gibt es außerdem auf etwa 10.000 m² Büroflächen sowie eine Tiefgarage mit etwa 500 Einstellplätzen. 
Die Läden der Passage führen Events durch, wie Moonlight-Shopping mit Einkaufen bis Mitternacht.

## Gebäudegeschichte
Die Galerie Luise wurde 1987 nach zweijähriger Bauzeit eröffnet. Der Innenbereich wurde auf einem Grundstück errichtet, das die letzte Brachfläche der Nachkriegszeit war und bis dahin als Parkplatz und Lagerplatz diente. 2008 fand ein größerer Umbau statt. Abt Dezember 2021 investierte die Hamburger Unternehmensgruppe Momeni 20 Millionen Euro in den Umbau und die Modernisierung der Galerie Luise. Die Bauarbeiten sollten 2023 abgeschlossen sein. Ab März 2024 sollten die ersten Geschäfte einziehen. Neuer Eröffnungstermin ist jetzt das Frühjahr 2025.
Ausgangspunkt für die Einrichtung der Einkaufspassage war ein großes Kaufmannsgebäude in der Theaterstraße mit einer Jugendstilfassade. In ihm hatten seit der Jahrhundertwende Traditionsgeschäfte für Haushaltswaren und Büroartikel ihren Sitz. Auch die hannoversche Museumsgesellschaft war hier vertreten.
Während des Zweiten Weltkriegs wurde das Gebäude schwer beschädigt. Bei einem alliierten Luftangriff auf Hannover am 26. Juli 1943 fielen Stabbrandbomben in das Dachgeschoss und entfachten einen Brand, der Dachaufbauten und die Giebeltürme zerstörte. Weitere Kriegsschäden wurden durch Phosphorbomben bei einer Bombardierung am 8. Oktober 1943 verursacht. Wiederaufbauarbeiten, bei denen der ursprüngliche Baustil des Gebäudes wiederhergestellt wurde, erfolgten zwischen 1948 und 1952.